# Минка Стефанова
Минка Стефанова е българска учителка и политик. Кмет на Стара Загора в периода 12 февруари 1951 – декември 1953 г.

## Биография
Родена е през 1919 г. в Стара Загора. Средното си образование завършва в Стара Загора. Следва славянска филология в Софийския университет. Работи като учителка в Чирпан и Стара Загора, а после и като директор на Девическата гимназия. В отделни периоди през 60-те години работи в системата на образованието в Прага, а през 70-те години в същата система и в София. Минка Стефанова е първата жената кмет на Стара Загора. Умира през 1996г в София